# Кожановское озеро
Кожано́вское озеро — самое крупное озеро естественного происхождения в Брянской области. Подверглось загрязнению в результате Чернобыльской катастрофы. В 2007 году плотность загрязнения оценивалась в 15 Ки/км² по цезию-137 (данные МЧС России). Площадь поверхности — 3,22 км². Высота над уровнем моря — 134,6 м.
Территориально расположено в Гордеевском районе Брянской области в озерной котловине на месте древней проходной долины стока ледниковых вод.
Озеро получило статус памятника природы областного значения в 1997 году. Само озеро и примыкающие к нему водно-болотные угодья являются уникальными для области биотопом обитания многочисленных видов водоплавающих и околоводных птиц.
В различных печатных изданиях и на картах озеро Кожаны нередко отмечают под названием 3-х озёр: Б. Удебное, Б. Кожановское и Вихолка. Общая площадь составляет приблизительно 450 гектаров. Озеро Кожаны вытянуто в северо-восточном направлении примерно на четыре километра в длину и на три километра в ширину. Озеро богато торфом, запасы которого по предварительным исследованиям составляют более чем 38 миллионов тонн. Здесь обитают животные, занесённые Красную книгу (лебедь-шипун и большая белая цапля), а также насекомое, также занесённое в Красную книгу — шмель изменчивый.